# Le disavventure di Merlin Jones
Le disavventure di Merlin Jones (The Misadventures of Merlin Jones) è un film del 1964 diretto da Robert Stevenson.